# Brahim Takioullah
Brahim Takioullah (Guelmim, 26 gennaio 1982) è un cittadino marocchino divenuto detentore di un Guinness dei primati per i più grandi piedi. Attualmente è la seconda persona più alta al mondo vivente. La sua altezza è di 246 cm.

## Biografia
Brahim è nato a Guelmim, in Marocco, nel 1982. All'età di 18 anni, gli è stato chiesto dal suo medico scolastico di sottoporsi a un'analisi del sangue, per le sue dimensioni "inusuali". Diagnosticato con acromegalia, Takioullah, in un solo anno ha avuto un picco di crescita alto. Dopo essersi laureato in geografia, un medico francese ha portato Takioullah a Parigi nel 2006, per un trattamento. Il suo trattamento ha avuto successo quando il suo tumore è stato rimosso e il livello di ormone della crescita nel suo sangue è stato ridotto alla normalità. Anche il suo cuore è stato riportato in buone condizioni. Il 24 maggio 2011, ha detenuto il record per i piedi più grandi di una persona vivente, titolo precedentemente detenuto da Sultan Kösen e ancora prima da Matthew McGrory. Il suo piede sinistro misura 38,1 centimetri e il suo destro 37,5 centimetri.